# Juvenal de Araújo
Juvenal Henriques de Araújo fue un político portugués. Natural de Funchal, isla  Madeira, fue professor de enseñanza técnica, abogado, administrador bancario, propietario agrícola y diputado durante el Estado Nuevo, apoyando a Oliveira Salazar. Falleció en 1976. Recibió las siguientes condecoraciones: Comendador de la Orden Militar de Cristo, Comendador de la antigua Orden de Benemerencia de Portugal y Comendador de la Orden de San Silvestre Magno de la Santa Sede.
- Datos: Q9016861